# Eemmeer
El Eemmeer (que podría traducirse como lago del Eem, por el río que desagua en él) es un lago de borde artificial localizado en el centro de los Países Bajos, entre las provincias de Flevoland y el sureste de Holanda Septentrional y el noroeste de Utrecht. El lago fue ganado al mar cuando se realizaron los polders de Flevoland y tiene una superficie de 1340 hectáreas, con una pequeña isla, Dode Hond (Perro Muerto) que es una reserva natural parte de la red Natura 2000.
El Eemmeer forma parte de la serie de lagos periféricos utilizados para separar geohidrológicamente los pólderes bajos de Flevoland de las tierras más altas del continente. El Eemmeer está conectado, por su extremo norte, con el Gooimeer  (en el punto donde ambos lagos son cruzados por el puente de la autopista A27), y  por el este con el Nijkerkernauw.